# Azorella aretioides
Azorella aretioides là một loài thực vật có hoa trong họ Hoa tán. Loài này được (Kunth) Willd. ex DC. mô tả khoa học đầu tiên năm 1830.